# Нижний Норус
Нижний Ноорус (кирг. Төмөнкү Норус)  —  село в Кыргызстане. Расположено в Ысык-Атинском районе Чуйской области. Входит в состав Узун-Кырского аильного округа.

## История
Прежнее название села — Жапарова , затем «Мопр» (Международная организация помощи борцам революции), входило в состав Кантского района.

## География
Находится в 18 км от северной части столицы и 15 км от районного центра.

## Население
Население — 818 жителей (2009). Значительная часть населения села — кыргызы. Также компактно проживают и другие национальности (русские, уйгуры, таджики, дунгане).

## Инфраструктура
Имеется средняя школа, дом культуры, библиотека и больница. Также расположена исправительная колония #50.Имеются 4 улицы: Ленина, Боконбаева, Айтматова и Бегалиева